# 長良川鐵道600型柴聯車
長良川鐵道600型柴聯車（日语：／ Nagaragawa Tetsudō Nagara 600-gata kidōsha）是長良川鐵道的越美南線使用的柴聯車，也是該公司時隔12年再度引進的新型鐵路車輛。首輛列車於2022年4月3日開始投入使用。

## 概要
600型是長良川鐵道為了替換車體老舊的長良川鐵道2型201號柴聯車，以及吸引更多的旅客使用越美南線，而在2022年開始導入使用的新型鐵路車輛；同時本型車也是長良川鐵道時隔12年引入的新型柴聯車。首輛601號柴聯車於2022年4月3日在關站舉行發車典禮，其購買費約為1億9千萬日圓。601號柴聯車的暱稱則取名為「奧美濃號」。
602號柴聯車於2024年2月初宣布預計導入，並在同年的3月27日投入使用，其暱稱「柿子美濃里號」源自於其車體使用的柿色塗裝。603號柴聯車則預計在2026年3月投入使用。

## 規格與構造
600型柴聯車的車體長度約為17.5m，比長良川鐵道既有的鐵路車輛延長約1m。客室內的座位採用長條座椅，其載客數增加至116人；同時車廂內設置2處放置輪椅的無障礙座位。601號車採用日本國鐵時代在越美南線上運行的急行列車「奧美濃號」所使用的搭配紅色條紋的米色塗裝，內裝則採用象徵著長良川的藍色塗裝。602號車採用日本國鐵KiHa 40系48型柴聯車所使用的柿色塗裝，其客室同樣採用藍色塗裝。603號柴聯車則預計以擁有千年歷史的小瀨鸕鶿捕魚為設計主題，其配色方案則會仿照過去曾在越美南線上行駛的藍色列車。